# Liga Católica (1609)
La Liga Católica Alemana fue una coalición de Estados alemanes católicos formada el 10 de julio de 1609 bajo el liderazgo del Duque Maximiliano I de Baviera como respuesta a la formación de la Unión Protestante un año antes.

## Contexto
A mediados del siglo XVI, la frágil Paz de Augsburgo, un acuerdo firmado por Carlos V y los príncipes luteranos en 1555, había confirmado el resultado de la primera Dieta de Espira. En dicha paz se había establecido que:
- Los príncipes alemanes (alrededor de 360 de ellos), podían elegir la religión (luteranismo o catolicismo) en sus señoríos de acuerdo con su conciencia. Era el principio de cuius regio eius religio.
- Los luteranos que viviesen en un Estado eclesiástico (bajo el control de un obispo), podían continuar siendo luteranos.
- Los luteranos podían conservar el territorio que habían tomado a la Iglesia católica desde la Paz de Passau (1552).
- Los obispos de la Iglesia católica que se convirtiesen al luteranismo, tenían que entregar su diócesis.

Sin embargo, las tensiones religiosas se hicieron más intensas durante la segunda mitad del siglo XVI, y los obispos se negaban a abandonar sus obispados. Las tensiones y resentimientos entre católicos y protestantes no habían hecho sino crecer desde el tratado, y en muchos lugares de Alemania se destruían iglesias y había limitaciones y obstáculos a uno y otro culto. Además, la aparición y rápida expansión del calvinismo añadía una nueva confesión al conflicto. Por otra parte, las potencias católicas intentaban restaurar el catolicismo en el país.

## Fundación
Ante este panorama, después de que el Emperador del Sacro Imperio Romano Germánico intentase en 1607 restablecer el catolicismo en Donauwörth y que la mayoría católica del Reichstag decidiera que la renovación de la Paz de Augsburgo de 1555 debiera ser con la condición de la restauración de todas las tierras de la iglesia apropiadas desde 1552, los Estados alemanes protestantes formaron la Unión Protestante el 14 de mayo de 1608 bajo el liderazgo de Federico IV del Palatinado. Esta liga militar tenía como objetivo la defensa de los derechos, las tierras y las vidas de cada uno de sus miembros.

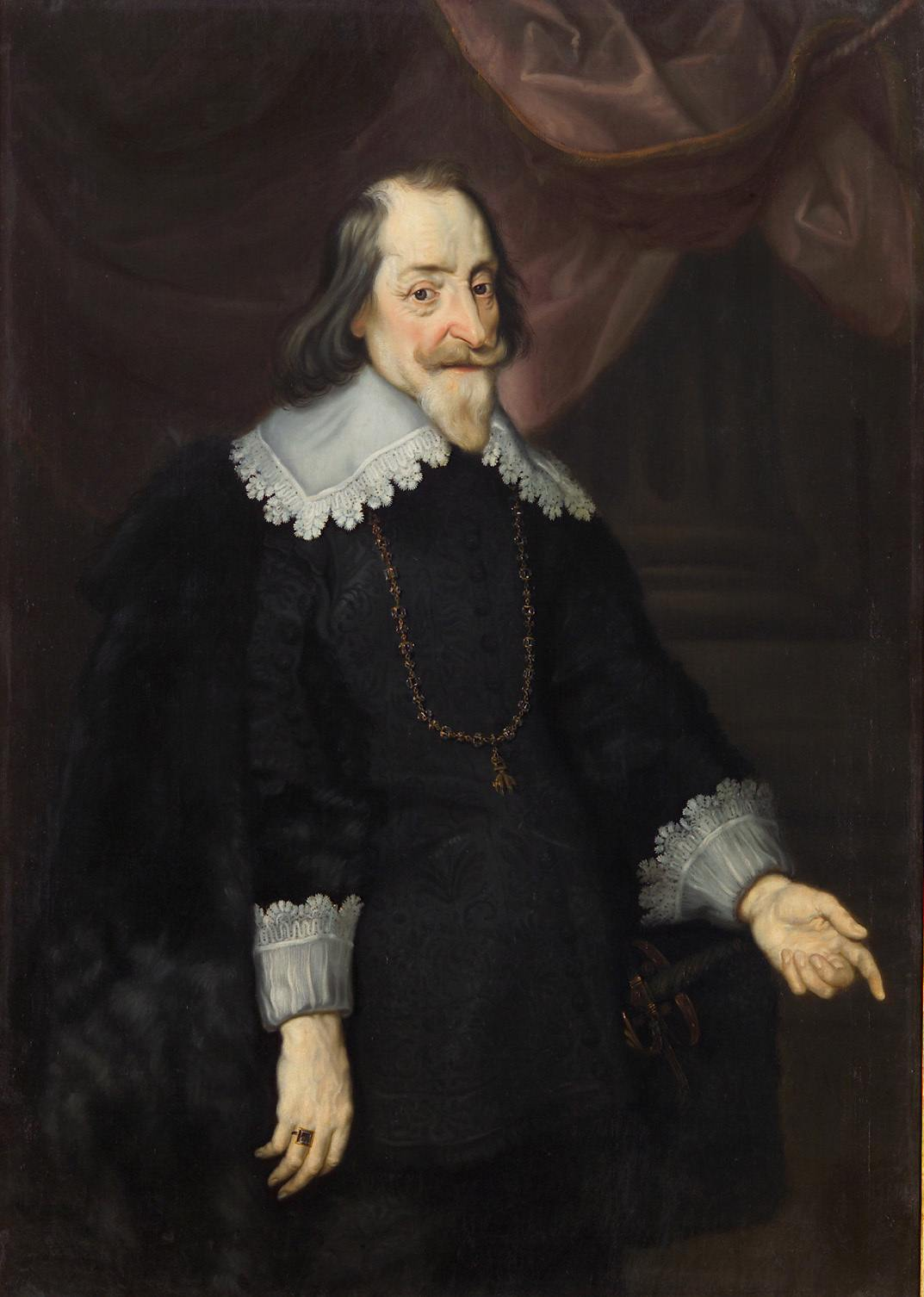
Maximiliano I, Duque elector de Baviera.

Para crear una unión de Estados católicos, como contrapartida de esta Unión protestante, Maximiliano I de Baviera inició negociaciones con otros príncipes católicos. De esta manera, el 10 de julio de 1609, reunidos en Múnich, se formó la Liga Católica Alemana "para la defensa de la religión católica y la paz en el Imperio". La regulación más importante de la Liga fue que los conflictos tendrían que ser resueltos de acuerdo a las leyes del Imperio o, si éstas no lo lograban, lo haría la propia Liga. Además, en caso de ser atacado uno de los miembros, este sería defendido por el resto. Como presidente de la misma se eligió a Maximiliano I a condición de que como copresidente fuese el Arzobispo de Maguncia.
El 10 de febrero de 1610, los representantes de todos los Estados católicos importantes, a excepción de Austria y Salzburgo, se reunieron en Wurzburgo para decidir la organización, financiación y armamento de la Liga. Este fue el verdadero comienzo de la Liga Católica. Sin embargo, el problema principal de la Liga fue la falta de preparación de sus miembros. En abril de 1610, aún no habían sido pagadas las contribuciones de todos sus miembros y Maximiliano amenazó con renunciar. Para evitar que lo hiciera, España y el Papado prometieron una contribución adicional. No obstante, las diferencias entre sus miembros y Austria pusieron en riesgo la propia existencia de la Liga.
Ante el inminente estallido de la guerra de los Treinta Años, el emperador, en busca de ayuda, trató de restaurar la Liga. En una reunión de varios de los príncipes eclesiásticos a finales de 1618 se decidió reconstruir la Liga en su base original. Estaría compuesta de dos grupos: el distrito del Rin, bajo la presidencia de Maguncia, y una segunda al sudeste, presidida por Baviera; la tesorería y el mando militar se considerarían por separado. Como comandante en jefe se nombró a Johann Tserclaes, conde de Tilly.

## La Liga en guerra

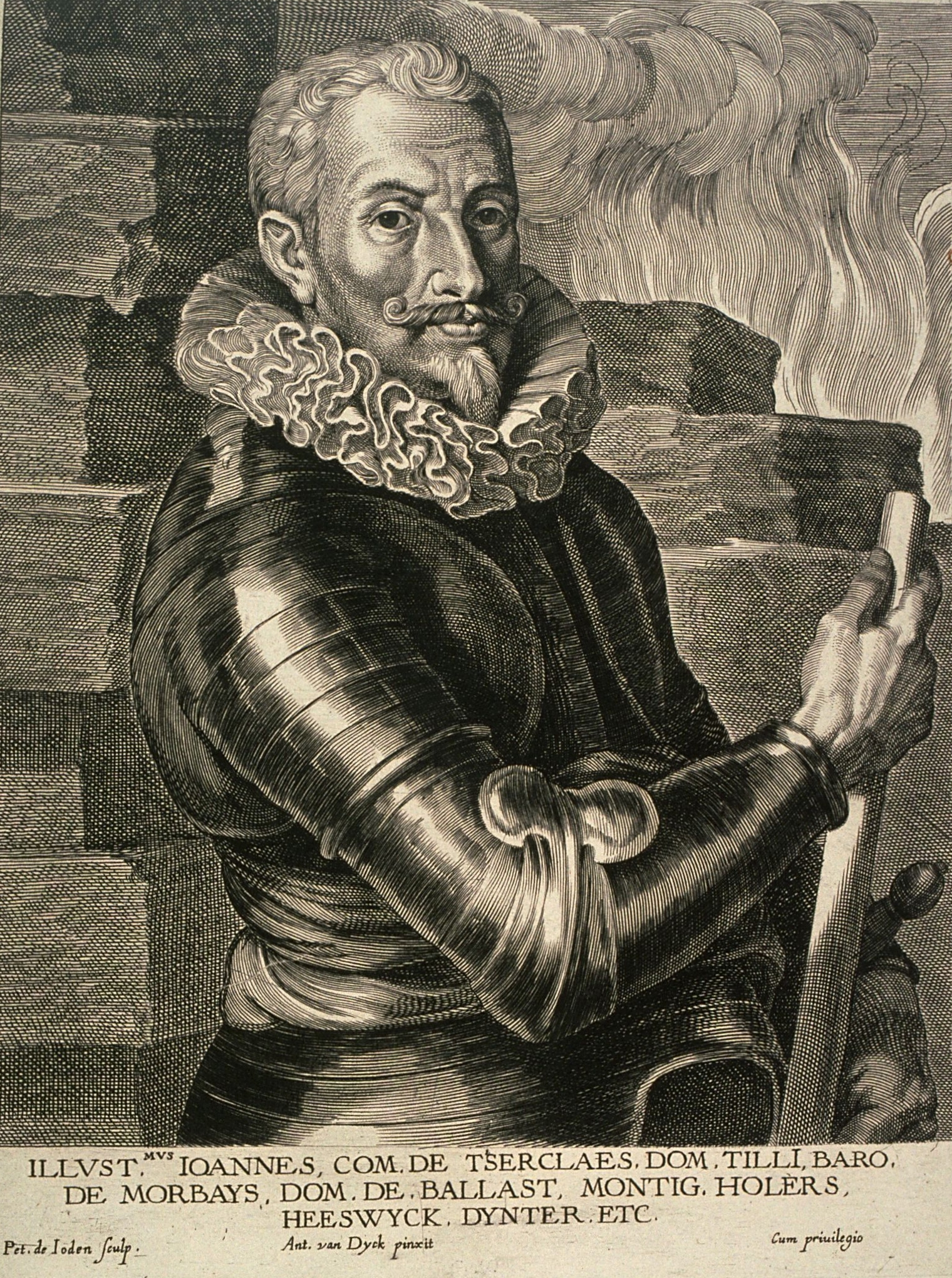
Johann Tserclaes, Conde de Tilly, comandante de la Liga Católica.

Bajo el mando del general Tilly, el ejército de la Liga Católica (que incluía al filósofo René Descartes en sus filas) pacificó la Austria Alta, mientras que las fuerzas del emperador pacificaban la Austria meridional. Una vez unidos los dos ejércitos, se desplazaron hacia el norte, dentro de Bohemia.
La primera gran acción militar de la Liga tuvo lugar el 8 de noviembre de 1620 en las cercanías de Praga, en la que se llamó la batalla de la Montaña Blanca. En ella, un ejército de 20 000 checos y mercenarios bajo el mando de Cristián I de Anhalt-Bernburg se enfrentó a 25 000 hombres de las fuerzas combinadas del Sacro Imperio Romano Germánico de Fernando II, dirigidas por Karel Bonaventura Buquoy, soldados de España y los Países Bajos Españoles y de la Liga, al mando de Johan Tzerclaes. La batalla marcó el fin del período bohemio de la guerra de los Treinta Años al entrar las tropas imperiales en la capital de Bohemia y someter a los protestantes. Bohemia permanecería en manos de los Habsburgo durante casi 300 años.
Esta derrota provocó la práctica disolución de la Liga de la Unión Evangélica y la confiscación de las posesiones de Federico V, cabeza de la Unión Protestante después de suceder a su padre. El Palatinado renano fue entregado a nobles católicos, mientras que el título de Elector Palatino se le dio a su primo lejano, el duque Maximiliano I. Federico V, aunque ya sin territorios, se convirtió en un exiliado prominente en el extranjero, granjeándose simpatías y apoyo a su causa en las Provincias Unidas, Dinamarca y Suecia. Se trató de un golpe serio a las ambiciones protestantes en la región. La rebelión literalmente se hundió, y las amplias confiscaciones patrimoniales y supresiones de títulos nobiliarios bohemios preexistentes aseguraron que el país regresaría a la fe católica después de más de dos siglos de disidencias religiosas.
Después del fin de la guerra en Bohemia, el ejército de la Liga luchó en el centro de Alemania, pero fue derrotado en la batalla de Mingolsheim el 27 de abril de 1622. Debido a esto se unieron a las tropas españolas y vencieron en Wimpfen el 6 de mayo, capturando posteriormente la ciudad de Heidelberg después de once semanas de asedio. Finalmente la victoria católica en Stadtlohn sobre el príncipe protestante Christian de Brunswick supuso el fin de toda resistencia protestante en Alemania. Esto hizo que el rey de Dinamarca Cristian IV, luterano convencido, entrase en la guerra de los Treinta Años en 1625 con el doble objetivo: proteger el protestantismo e intentar convertirse en el caudillo principal del norte de Europa.
Sin embargo, los daneses fueron completamente derrotados por las tropas imperiales y de la Liga en la batalla de Lutter. La victoria de Fernando II y sus aliados supuso un comienzo desastroso para la campaña danesa en la Baja Sajonia, que llegó a su final en mayo de 1629 con la Paz de Lübeck. Así, la batalla de Lutter con la destrucción de la mitad de los efectivos daneses y el hecho de que los príncipes del norte de Alemania hasta Mecklemburgo quitaran su apoyo a Cristián IV, marcó el declive de Dinamarca como una gran potencia europea. La Liga Católica alcanzaba su máximo poder.

## Fin de la Liga

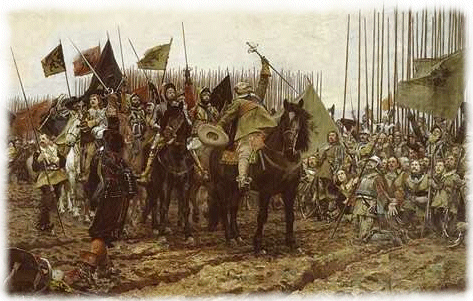
Victoria de Gustavo Adolfo de Suecia en la batalla de Breitenfeld.

En ese momento, Gustavo II Adolfo de Suecia, como previamente había hecho Cristián IV, acudió en ayuda de los luteranos alemanes para prevenir una posible agresión católica a su país y para obtener influencia económica en los Estados alemanes situados alrededor del mar Báltico. Comenzaba la intervención sueca en el conflicto. Previamente, Fernando II había destituido a Albrecht von Wallenstein en 1630, por lo que únicamente dependía de la Liga Católica. En la batalla de Breitenfeld, Gustavo II Adolfo derrotó a esta y un año después, al encontrarse de nuevo durante la invasión sueca del Palatinado, el general Tilly resultó muerto en el río Lech (1632). A pesar de que Johann von Aldringen le sustituyó al frente de las tropas católicas, lo cierto es que la muerte de Tilly provocó que el poder militar de la Liga fuese disminuyendo hasta el punto de que Múnich, la capital de Baviera, fue conquistada por los suecos en mayo de 1632. Fernando II se vio obligado a volver a llamar a Wallenstein, aunque sería el duque de Feria el que la liberaría a finales de 1633.
La Paz de Praga, el 30 de mayo de 1635, fue un tratado entre el Emperador del Sacro Imperio Romano, Fernando II, y la mayoría de los Estados protestantes del Imperio por el cual se restituían, entre otros, los términos de la Paz de Augsburgo. Además se prohibieron las alianzas formales entre los Estados del Imperio. Los ejércitos de los diversos Estados serían unificados con los del emperador para formar un ejército conjunto. El resultado de esta cláusula fue el final de la Liga Católica.